# Варгуно
Варгуно — река в России, протекает по Муезерскому району Карелии. Исток — озеро Варгуно 2-е (связанное протокой с озером Варгуно 1-е). В нижнем течении протекает через озеро Верхнее. Впадает в озеро Салмиозеро — исток Салмы. Длина реки составляет 12 км.

## Данные водного реестра
По данным государственного водного реестра России относится к Балтийскому бассейновому округу, водохозяйственный участок реки — Реки Карелии бассейна Балтийского моря на границе РФ с Финляндией, включая оз. Лексозеро. Относится к речному бассейну реки Реки Карелии бассейна Балтийского моря.
Код объекта в государственном водном реестре — 01050000112102000010303.